# Chrysler Traveller
Der Chrysler Traveller Serie C26 war ein PKW der oberen Mittelklasse, den Chrysler in Detroit im Modelljahr 1940 herstellte. Er wurde als am einfachsten ausgestatteter Achtzylinderwagen den Modellreihen New Yorker, Saratoga und Highlander zur Seite gestellt, mit denen er die gesamte Technik teilte. 
Der Wagen besaß einen seitengesteuerten 8-Zylinder-Reihenmotor mit 5.301 cm³ Hubraum, der 135 bhp (99 kW) Leistung abgab. Auf Wunsch war auch ein höher verdichteter Motor mit 143 bhp (105 kW) Leistung verfügbar. Wie beim Vorgänger, wurden über eine Einscheiben-Trockenkupplung und ein Vierganggetriebe mit Mittelschaltung die Hinterräder angetrieben. Es gab nur eine begrenzte Zahl von Aufbauten, eine 2- und eine 4-türige Limousine, sowie zwei Coupés mit 3 oder 6 Sitzen.
Von den genannten vier Baureihen entstanden 17.600 Exemplare. Wie viele davon Traveller waren, ist nicht bekannt. 